# Enrico Bonazzi
Enrico Bonazzi (Sala Bolognese, 24 settembre 1912 – Bologna, 30 gennaio 2002) è stato un partigiano, politico e sindacalista italiano.

## Biografia
Nato a Sala Bolognese, non prosegue gli studi oltre la licenza elementare e nel 1930, a soli 18 anni, si iscrive al Partito Comunista Italiano.
Di mestiere calzolaio, venne arrestato il 19 dicembre 1934 dai fascisti, il 24 gennaio 1936 venne condannato dal Tribunale Speciale Fascista a venti anni di reclusione nella colonia penale di Pianosa, per costituzione del PCI, appartenenza allo stesso e propaganda. A seguito dell'amnistia di Mussolini dell'ottobre 1944, uscì dal carcere il 26 novembre insieme a Marcello Canova e Alcibiade Palmieri, partecipò alla resistenza con il nome di "Gino" come dirigente delle Squadre di azione patriottica, formazioni partigiane dedite al "lavoro di massa" nei paesi della Bassa emiliana, in regime di semi clandestinità.
Nel dopoguerra diventò dirigente di Confederterra e diresse le lotte dei braccianti agricoli, scrivendo importanti saggi sulla riforma agraria ed in particolare sulla mezzadria. Dal 1946 al 1960 fu consigliere comunale a Bologna.
Nel gennaio 1950 fu nominato segretario della federazione bolognese del PCI, dove fu tra i più intransigenti e "stalinisti", e rimase in carica fino al gennaio 1957. Nel 1958 entrò nella segreteria nazionale del partito, che all'epoca comprendeva Palmiro Togliatti, Luigi Longo, Giorgio Amendola, Gian Carlo Pajetta, Pietro Ingrao ed Enrico Berlinguer. Il 21 luglio 1958 fu arrestato con le accuse di oltraggio e resistenza alla forza pubblica durante un comizio alla Festa de l'Unità alla Bolognina. Fu processato per direttissima e condannato ad alcuni mesi di reclusione.
Nel 1964 rientrò a Bologna per dirigere l'organizzazione sindacale Alleanza contadina. Dal 1970 al 1980 ricoprì la carica di consigliere provinciale, oltre che quella di assessore provinciale all'agricoltura.

## Opere
- Gli anni della guerra fredda nel bolognese, Bologna, 1976.
- Il PCI a Bologna (1943-1956). Schema di studio e di lavoro, Bologna, 1980.
- Le principali fasi che hanno caratterizzato i 50 anni della mia attività e militanza politica nel PCI. Dal 1930 al 1980, Bologna, 1980.
- Quelli di Pianosa. Le vicende di un gruppo di antifascisti, gia condannati dal tribunale speciale, dopo il 25 luglio 1943, Bologna, Graficoop, 1981.
- Politica e lotte agrarie. Bologna 1945-1955, Roma, Editrice Sindacale Italiana, 1982.